# جو سبنسر
جو سبنسر (بالإنجليزية: Joe Spencer)‏ هو لاعب كرة قدم أمريكية أمريكي، ولد في 15 أغسطس 1923 في إلك سيتي في الولايات المتحدة، وتوفي في 24 أكتوبر 1996 في هيوستن في الولايات المتحدة.

## وصلات خارجية
- جو سبنسر على موقع مرجع كرة القدم المحترفة.كوم (الإنجليزية)